# Білоголовий колібрі
Білоголовий колі́брі (Microchera) — рід серпокрильцеподібних птахів родини колібрієвих (Trochilidae). Представники цього роду мешкають в Центральній Америці. Раніше рід вважався монотиповим і включав лише білоголового колібрі, однак за результатами молекулярно-філогенетичного дослідження 2014 року два види, яких раніше відносили до роду Колібрі-ельвіра (Elvira), були переведеі до роду Microchera.

## Види
Виділяють три види:
- Колібрі білоголовий (Microchera albocoronata)
- Колібрі-ельвіра золотистолобий (Microchera cupreiceps)
- Колібрі-ельвіра зелений (Microchera chionura)

## Етимологія
Наукова назва роду Microchera походить від сполучення слів  μικρος — малий і χηρα — вдова.